# Antonio Quetta

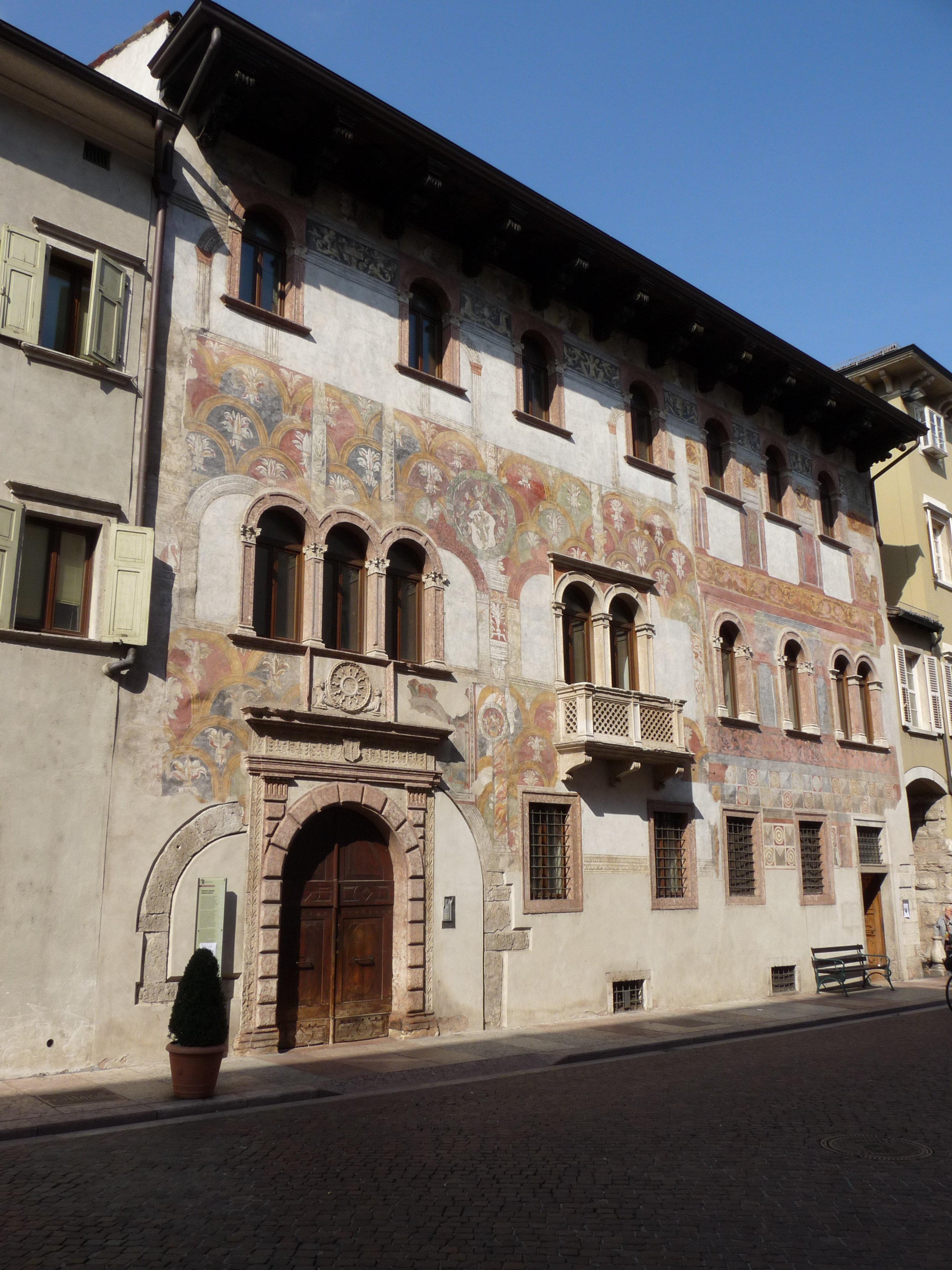
O Palácio Quetta em Trento

Antonio de Ziliis de Quetta (Quetta, distrito de Campodenno, c. 1480 - Trento, 1556), foi um nobre, advogado, diplomata, conselheiro e chanceler do Principado Episcopal de Trento.
Filho do notário e alto administrador episcopal Pietro de Ziliis, de uma família que há mais de um século mantinha estreitas relações com os bispos de Trento e havia sido recentemente enobrecida, fez seus primeiros estudos em Trento, seguindo depois para Pádua, onde laureou-se em Direito e em 1506 foi nomeado leitor. Era uma liderança na comunidade dos estudantes de origem germânica. Ali conheceu e fez íntima amizade com Bernardo Clesio, que também estudava Direito. Voltando a Trento, passou a advogar privadamente. Sua competência jurídica e sua habilidade em pacificar conflitos chamaram a atenção do príncipe-bispo Giorgio de Neydeck, que o nomeou chanceler e lugar-tenente do principado, e por seus bons serviços premiou-o com feudos.
Depois de morto Neydeck, o Capítulo da Catedral de Trento elegeu Bernardo Clesio para sucedê-lo, que confirmou Quetta nas funções que já ocupava sob seu predecessor. A eleição de Clesio foi contestada pelo decano do Capítulo, e então Quetta foi enviado para Roma a fim de obter o apoio do papa. Seu sucesso nessa delicada missão comprovou suas habilidades diplomáticas e jurídicas, e lhe valeria mais tarde a indicação para outras importantes missões.
Clesio passou quase todo o seu governo distante do principado, profundamente envolvido em questões do Sacro Império, e Quetta tornou-se um auxiliar indispensável. A ele foi delegada a parte principal da administração pública e era um constante conselheiro do bispo. Paolo Odorizzi chamou-o de um "alter ego" de Clesio. Foi encarregado de definir os termos da trégua na guerra contra Veneza em 1517, foi um agente importante na proteção do bispo durante a Revolta Camponesa de 1525, foi o principal responsável pela reforma dos Estatutos do principado, publicada em 1527 e que permaneceu em vigor até o século XIX, em 1533 foi delegado do imperador Carlos V nas negociações de limites territoriais com a República de Veneza, redigia as sentenças do Tribunal de Apelação, mediou conflitos com poderosos nobres locais e disputas jurídicas entre a Igreja e o Império, e participou dos preparativos para o Concílio de Trento. Sua atuação foi recompensada por Clesio com muitos outros feudos e privilégios, e em 1538 o imperador Fernando I concedeu-lhe os títulos de nobre imperial, cavaleiro e conde palatino, com o poder de nomear notários, advogados, poetas oficiais, mestres de artes liberais, juízes ordinários, mais quatro jurisconsultos por ano, além de poder legitimar bastardos (exceto de príncipes, condes e barões), nomear e remover tutores, e reabilitar infamados e proscritos.
Bernardo Clesio faleceu em 1539, e seu sucessor, Cristoforo Madruzzo, confirmou Quetta em suas funções, mas obrigou-o a cessar de praticar advocacia privadamente, porque sua vasta clientela já se tornava um estorvo para o desempenho dos encargos oficiais. Em 1542 Veneza indicou-o orador oficial, e três anos depois foi nomeado orador imperial na abertura do Concílio de Trento, no qual desempenhou atividade relevante como representante imperial e episcopal, principalmente na mediação de conflitos entre partidos divergentes.
Foi uma das pessoas mais ricas do principado em sua geração, viveu em um palácio da família em Trento, hoje denominado Alberti-Colico, e ao falecer foi sepultado sob o altar de São Sebastião e São Roque da Igreja de Santa Maria Maior em Trento. Casou duas vezes, primeiro com uma mulher desconhecida natural de Pádua, com quem teve o filho Francesco, e depois com Lucrezia Guelfi, gerando com ela Antonio e Alessandro. Em 1601 Francesco publicou uma coletânea de pareceres jurídicos do pai, intitulada Centum consilia sive responsa iuris. Sua descendência se extinguiu no fim do século XVII.